# (4813) Теребиж
(4813) Теребиж (лат. Terebizh) — типичный астероид главного пояса, открыт 11 сентября 1977 года советским астрономом Николаем Черных в Крымской астрофизической обсерватории и 3 мая 1996 года назван в честь астронома Валерия Теребижа.

## Обнаружение и именование
(4813) Теребиж
Открыт 11 сентября 1977 года в Научном Н. С. Черных.
Назван в честь астрофизика-теоретика и наблюдателя на Крымской станции Астрономического института им. Штернберга Валерия Юзефовича Теребижа (р. 1941). Он нашёл формальные решения некоторых важных нестационарных и нелинейных задач переноса излучения и анализа временных рядов. Разработал подход Оккама к инверсионным задачам математической физики, в частности, к задаче восстановления изображений.
Оригинальный текст (англ.)4813 Terebizh
Discovered 1977-09-11 by Chernykh, N. S. at Nauchnyj.
Named in honor of Valerij Yuzefovich Terebizh (b. 1941), theoretical astrophysicist and observer at the Crimean station of the Sternberg Astronomical Institute.  He found formal solutions to some important nonstationary and nonlinear problems of radiative transfer and time-series analysis. He developed the Occam approach to inversion problems of mathematical physics, in particular, to the problem of image restoration.
Источники: DISCOVERY.DB; M.P.C. 27127.

## Орбита

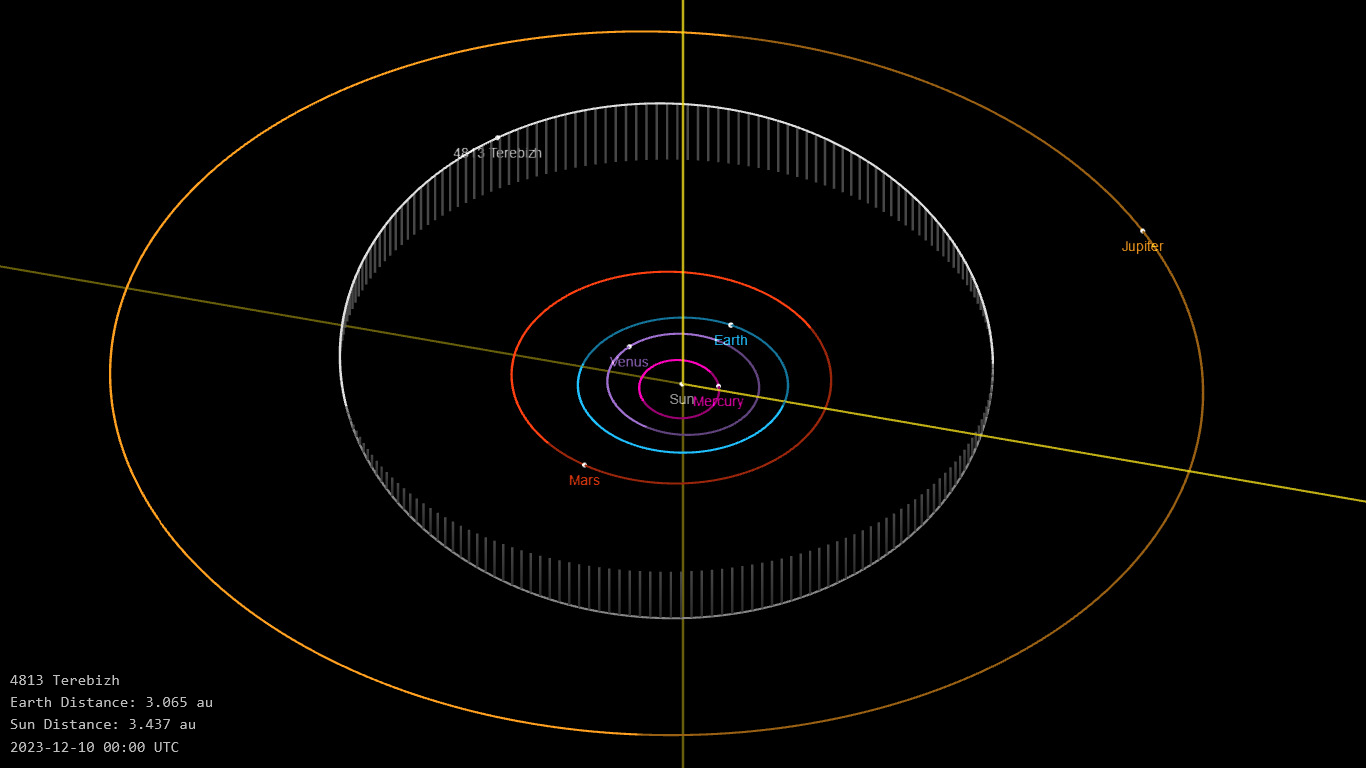
Орбита астероида Теребиж и его положение в Солнечной системе

## Физические характеристики
Астероид относится к таксономическому классу C.
По результатам наблюдений в видимом и ближнем инфракрасном диапазоне космического телескопа NEOWISE диаметр астероида сначала оценивался равным 17,892±0,173 км, позже — 17,873±0,319 км. Согласно тем же источникам альбедо оценивается как 0,0871±0,0101 и 0,088±0,008.